# John Banks (motociclista)
John Banks   (Bury St Edmunds, 16 d'abril de 1944) és un històric pilot de motocròs anglès, uns dels més famosos durant les dècades de 1960 i 1970. Entre altres èxits destacats, va guanyar quatre campionats britànics de motocròs de 500cc, dos títols del BBC Grandstand Trophy i dos del World of Sport. A banda, va ser nomenat "East Anglian Sports Personality of the Year" i va ser dues vegades subcampió mundial de motocròs de 500cc. El seu fill, Mark Banks, va guanyar el campionat de motocròs britànic de 125cc el 1988 i el seu net, Elliot Banks Browne, el de MX2 el 2012.

## Trajectòria esportiva
Fill d'un reeixit constructor de Bury St Edmunds, la seva primera moto va ser una Greeves de trial que li comprà a Dave Bickers. Més tard, va obtenir patrocini de Dot i el 1963, amb 19 anys acabats de fer, va aconseguir el tercer lloc al Gran Premi de Suïssa de motocròs de 250cc. Aquell any, acabà el mundial de la categoria en tretzena posició amb la Dot.
Gràcies als seus bons resultats, el 1966 el fitxà BSA com a company d'equip de Jeff Smith al mundial de 500cc. El 1967 va disputar-ne algunes proves i va aconseguir un tercer lloc al Gran Premi de Luxemburg. Aquell any i el següent, 1968, va guanyar les BBC Grandstand Winter Series.

### Subcampionats mundials (1968-1969)
En començar la temporada de 1968, Banks va entrar en forta competència amb el campió del món Paul Friedrichs i el seu company d'equip, Roger De Coster, així com amb els suecs de l'equip de Husqvarna Bengt Åberg i Åke Jonsson. Va aconseguir la seva primera victòria individual a la segona mànega del Gran Premi de Finlàndia, on va relegar a Friedrichs al segon lloc. Va guanyar el seu primer Gran Premi a la novena prova del campionat, el Gran Premi de França, i una setmana després, va guanyar també al Gran Premi dels Països Baixos. La prova següent era el Gran Premi de Bèlgica, en un circuit estret i accidentat als boscos que envolten la ciutadella de Namur. Banks passà a encapçalar el campionat, liderat fins aleshores per Åke Jonsson, en acabar-hi segon després que el suec tingués problemes mecànics. A la penúltima prova, Luxemburg, Banks fou tercer darrere de Vic Eastwood i Paul Friedrichs. Arribats a la darrera cursa de la temporada, Banks mantenia un exigu lideratge davant de Friedrichs i Jonsson. Friedrichs, però, va guanyar la cursa i aconseguí així el seu tercer campionat mundial per només un punt sobre Banks.
Banks va començar fort la temporada de 1969 amb el segon lloc a la prova inicial, el Gran Premi d'Àustria i a la tercera, el Gran Premi dels Països Baixos. Després, va obtenir dues victòries consecutives al Gran Premi de Txecoslovàquia i al de l'URSS. Després d'acabar segon darrere de De Coster al Gran Premi de Bèlgica, la seva sort va començar a canviar. Va patir una fallada d'ignició al Gran Premi de la RFA, va punxar a Luxemburg i va patir una altra fallada d'ignició al Gran Premi de França. Finalment, al Gran Premi de Suïssa va tornar a punxar un pneumàtic, cosa que va permetre que Bengt Åberg el superés i guanyés així el seu primer campionat mundial.
Banks es va dislocar un genoll durant la temporada de 1970, cosa que li va impedir de competir al mundial. Recuperat de la seva lesió, a la tardor, va competir a la Trans-AMA i hi va acabar segon darrere del seu company d'equip a BSA, Dave Nicoll.

### L'abandonament de BSA (1971)

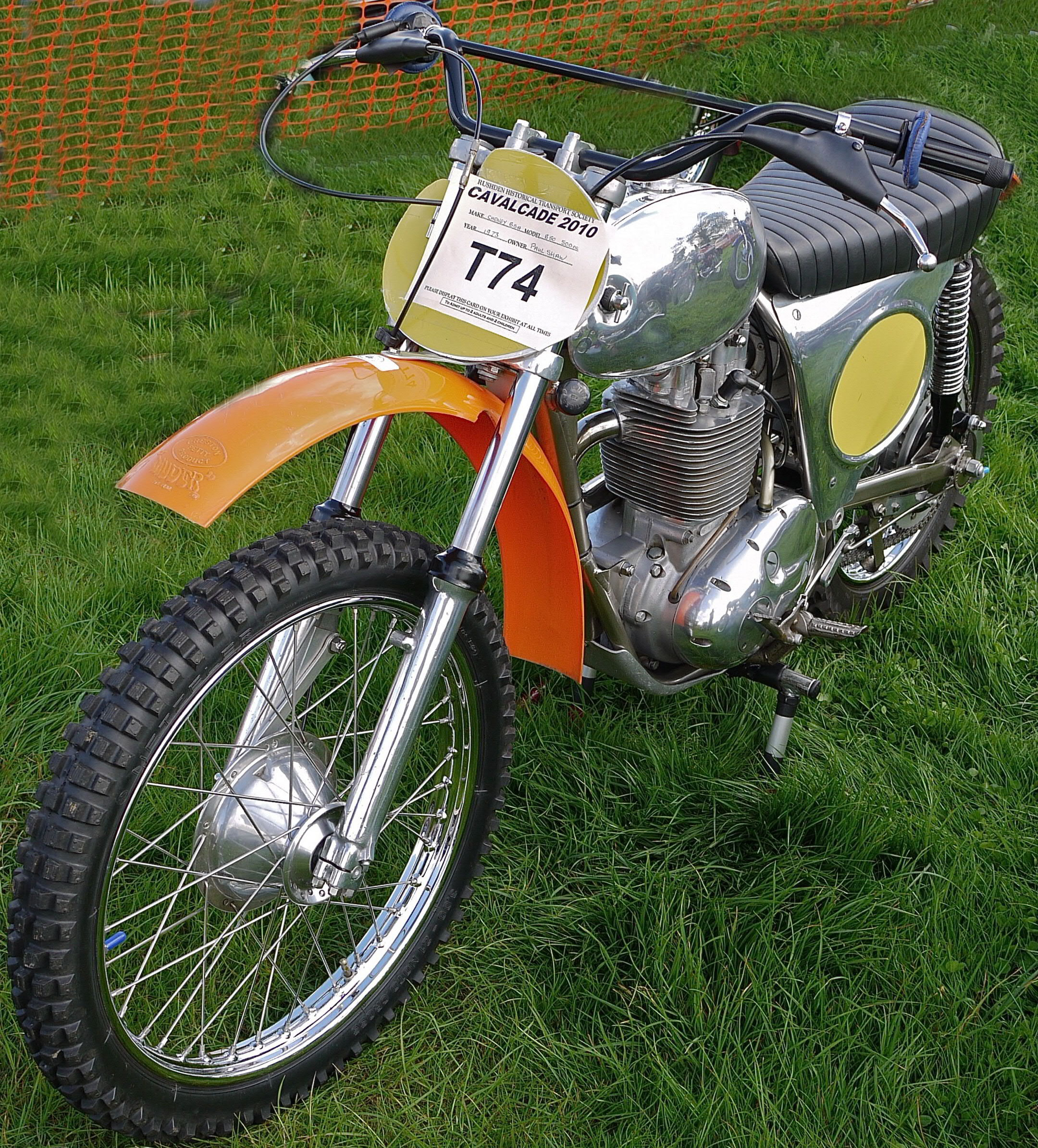
La BSA B50 Victor 500cc Cheney de 1973

A finals dels seixanta, els avenços en la tecnologia dels motors de dos temps van fer que les motocicletes de quatre temps com la BSA de Banks, més pesades, quedessin obsoletes. A mitjan temporada de 1971, doncs, BSA va decidir abandonar la competició deixant Banks sense equip. L'anglès completà la resta de la temporada com a pilot privat amb una Husqvarna. A la tardor va tornar als EUA, on pilotant una ČZ competí a la Trans-AMA.

### L'etapa amb Cheney (1973)
De cara al mundial de 1973, Banks va acceptar una oferta del dissenyador Eric Cheney per a pilotar-hi la seva BSA B50. Malgrat el desavantatge de la BSA, especialment pel seu pes superior, Banks va aconseguir cinc primers llocs al mundial contra motos més lleugeres de dos temps, incloent-hi una impressionant actuació al Gran Premi dels Estats Units, celebrat al sud de Califòrnia on, sobre un compacte terreny desèrtic, l'explosiu lliurament de potència dels motors de dos temps els posava en desavantatge envers el comportament més dòcil de la BSA de Banks. L'anglès va acabar la primera mànega en tercer lloc per darrere de Willy Bauer i Roger De Coster i la segona, en quart lloc per darrere de Bauer, Gerrit Wolsink i Jaak van Velthoven.

### Amb OSSA i CCM el 1974
El gener de 1974, Banks fou contractat per OSSA per a col·laborar, juntament amb Domingo Gris, en el desenvolupament del nou model de motocròs de la marca, la Phantom. Amb la moto catalana participà en algunes proves del mundial de 250cc, entre elles la inaugural, el Gran Premi d'Espanya (disputat al circuit del Vallès el 7 d'abril) i seguí al complet el Campionat britànic de 250cc. L'acord amb el fabricant català era exclusivament per a aquesta cilindrada, amb la qual cosa Banks va acceptar l'oferta de CCM, un fabricant que muntava també motors BSA, per a disputar el mundial i el campionat britànic de 500cc amb la moto anglesa.
Pel que fa als 250cc, Banks va protagonitzar actuacions destacades al Regne Unit amb la Phantom i va acabar el campionat de 1974 en la sisena posició final. Amb la CCM, va aconseguir els seus millors resultats el 1977, entre ells un quart lloc al Canadà i una actuació inspirada al Gran Premi de Gran Bretanya, on va acabar la segona mànega en segon lloc darrere de Heikki Mikkola (Yamaha) i davant del seu compatriota Graham Noyce (Honda). Aquella fou la seva darrera temporada al campionat mundial de motocròs.

## Palmarès en 500cc
Font:
| Any  | Motocicleta   | C. del Món | C. Britànic |
| ---- | ------------- | ---------- | ----------- |
| 1966 | BSA           | -          | 6è          |
| 1967 | BSA           | 12è        | 6è          |
| 1968 | BSA           | 2n         | 1r          |
| 1969 | BSA           | 2n         | 1r          |
| 1970 | BSA           | -          | 10è         |
| 1971 | BSA/Husqvarna | 7è         | 1r          |
| 1972 | ČZ            | 13è        | 3r          |
| 1973 | BSA           | 11è        | 1r          |
| 1974 | CCM           | 15è        | 3r          |
| 1975 | CCM           | -          | 4t          |
| 1976 | CCM           | 27è        | 4t          |
| 1977 | CCM           | 11è        | 6è          |